# پیام عمل اضطراری
پیام اقدام اضطراری (EAM) یک پیام کوتاه رمزگذاری شده‌است که از طریق سیستم ارتباطات جهانی با فرکانس بالا ارسال می‌شود، که با آن نیروهای مسلح ایالات متحده آمریکا دستور استفاده از جنگ‌افزار هسته‌ای را با اجازه مرجع فرماندهی ملی صادر می‌کنند.